# تیتیوس ۱۹۹۸
سیارک ۱۹۹۸ (به انگلیسی: 1998 Titius، نامگذاری:1938DX1) هزار و نهصد و نود و هشتمین سیارک کشف شده‌است که در ۲۴ فوریه ۱۹۳۸ و در هایدلبرگ کشف شد.
قدر مطلق سیارک برابر ۱۲٫۲۰ است.